# Jolanda de Rover
Jolanda de Rover (ur. 10 października 1963 w Amstelveen) — holenderska pływaczka, specjalizująca się w stylu grzbietowym. Dwukrotna medalistka olimpijska Los Angeles.
Pierwszymi igrzyskami olimpijskimi, w których de Rover wzięła udział były w 1980 w Moskwie, gdzie wystartowała w dwóch dyscyplinach pływania: 100 m stylem grzbietowym i 200 m stylem grzbietowym. Te igrzyska nie przyniosły pływaczce żadnego medalu.
Cztery lata później podczas Letnich Igrzysk Olimpijskich 1984 w Los Angeles, Rover wzięła udział w trzech dyscyplinach pływania: 100 m stylem grzbietowym, 200 m stylem grzbietowym oraz 4 × 100 metrów zmiennym. Podczas tych igrzysk Rover zdobyła dwa medale: złoty i brązowy.
W 1988 po raz kolejny, Jolanta de Rover wystartowała w Letnich Igrzyskach Olimpijskich, tym razem w Seulu. Podczas tych igrzysk olimpijka wystąpiła w trzech dyscyplinach pływania: 100 m stylem grzbietowym (14. miejsce), 200 m stylem grzbietowym (7. miejsce) oraz 4 × 100 metrów stylem zmiennym (5. miejsce). Były to jej ostatnie igrzyska.
Podczas mistrzostw świata w pływaniu w 1986 w konkurencji 4 × 100 m stylem zmiennym została brązową medalistką. Stawała również na podium mistrzostw Europy i uniwersjady. W latach 1980–1987 zdobyła dwanaście tytułów mistrzyni Holandii na długim basenie.